# Oru (manzana)
Oru es el nombre de una variedad cultivar de manzano (Malus domestica). Esta manzana está cultivada en diversos viveros entre ellos algunos dedicados a conservación de árboles frutales en peligro de desaparición. La manzana 'Oru' es originaria de Guipúzcoa, donde tuvo su mejor época de cultivo comercial en la década de 1960, y actualmente en menor medida aun se encuentra para la elaboración de sidra.

## Sinónimos
- "Manzana Oru",[6][7][8]
- "Oru Sagarra".

## Historia
'Oru' es una variedad de manzana cultivada en Guipúzcoa está considerada incluida en las variedades locales autóctonas muy antiguas, cuyo cultivo se centraba en comarcas muy definidas. Se caracterizaban por su buena adaptación a sus ecosistemas y podrían tener interés genético en virtud de su adaptación. Estas se podían clasificar en dos subgrupos: de mesa y de sidra (aunque algunas tenían aptitud mixta). Es muy apreciada en la elaboración de sidra.
'Oru' es una variedad mixta, clasificada como de cocina, también se utiliza en la elaboración de sidra; difundido su cultivo en el pasado por los viveros comerciales y cuyo cultivo en la actualidad se ha reducido a huertos familiares, y muy apreciada en la elaboración de sidra.

## Características
El manzano de la variedad 'Oru' tiene un vigor medio; florece a inicios de mayo; tubo del cáliz en forma de embudo corto, y con los estambres situados en su mitad.
La variedad de manzana 'Oru' tiene un fruto de tamaño medio; forma redonda, algo achatada, y su contorno presenta una ligera irregularidad; piel gruesa, dura, y más bien áspera; con color de fondo amarillo dorado, siendo el color del sobre color ausente, importancia del sobre color ausente, siendo su reparto ausente, presenta numerosas lenticelas de ruginoso-"russeting" de color pardo oscuro de distintos tamaños, y una sensibilidad al "russeting" (pardeamiento áspero superficial que presentan algunas variedades) débil; pedúnculo de tamaño medio y fino, anchura de la cavidad peduncular media, profundidad de la cavidad pedúncular es media, y con una  importancia del "russeting" en cavidad peduncular débil; anchura de la cavidad calicina media, profundidad de la cav. calicina media, y de la importancia del "russeting" en cavidad calicina débil; ojo pequeño y semiabierto; sépalos triangulares en la base.
Carne de color blanco. Textura blanda, de medio zumo y mucho aroma; sabor característico de la variedad, muy dulce, en la elaboración de sidra hay que mezclarla con precaución; corazón de tamaño medio, desplazado. Eje abierto. Celdas arriñonadas, cartilaginosas de color verde claro. Semillas aristadas, puntiagudas, de tamaño medio, color marrón claro uniforme.
La manzana 'Oru' tiene una época de maduración y recolección tardía en el otoño, se recolecta desde mediados de octubre. Tiene uso mixto pues se usa como manzana de cocina, y también como manzana para la elaboración de sidra, aunque conviene mezclarla en pequeñas proporciones debido a su dulzor.